# Raimund Bannwarth

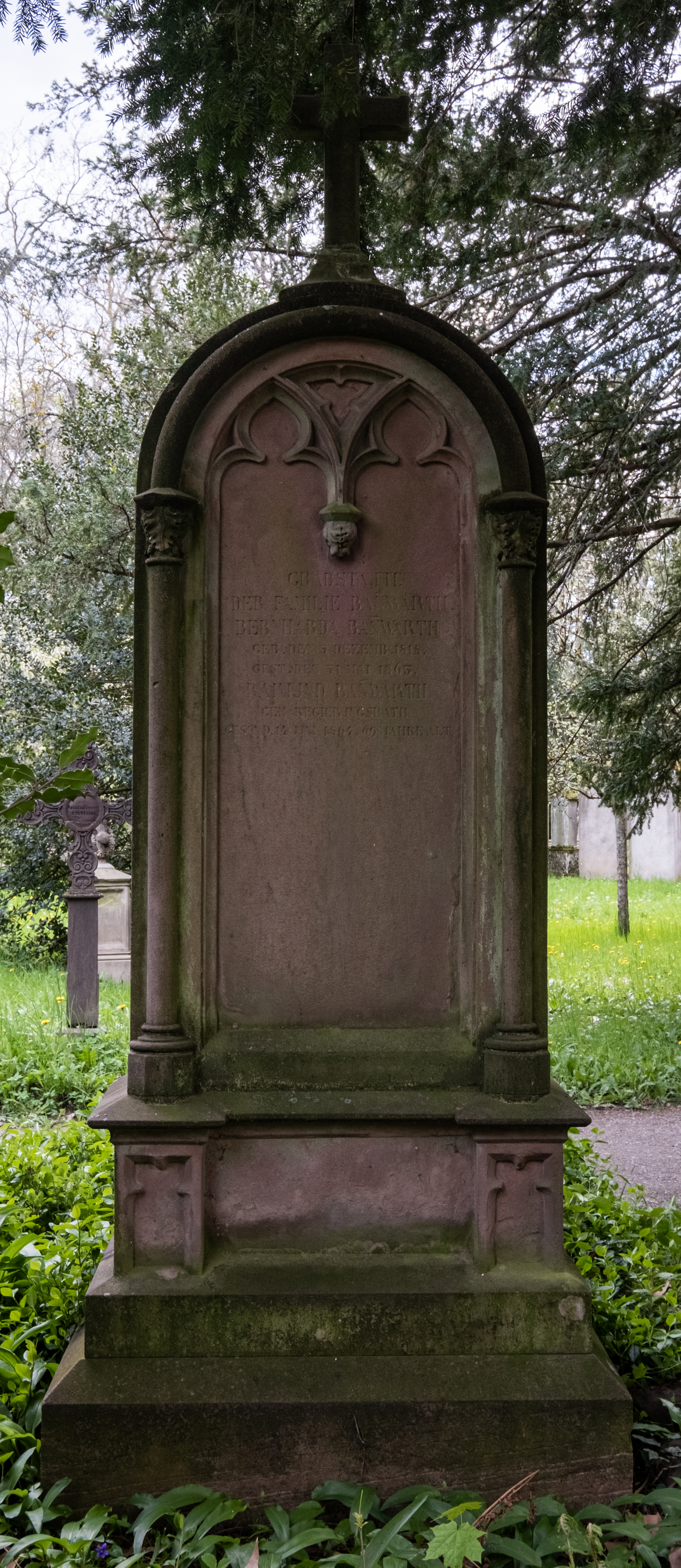
Grabstein auf dem Alten Friedhof in Freiburg

 Karl Raimund Friedrich Bannwarth  (* 7. März 1795 in Wien; † Juni 1864 in Freiburg im Breisgau) war von 1828 bis 1832 Oberbürgermeister von Freiburg.

## Leben
Raimund Bannwarth war das einzig überlebende Kind eines K. und K. Hofsekretärs in Wien. Nach dem frühen Tod seiner Eltern kam er 1799 nach Freiburg und erhielt wegen „besonderer Verdienste“ seines Vaters eine kaiserliche Pension. Später wirkte er als junger Beamter in Trient und kam 1820 mit einer Freiburgerin verheiratet an die Dreisam zurück. Er hoffte auch in diesen Jahren noch auf die Rückkehr des Breisgaus an Österreich.
Seine Einstellung änderte sich, als im August 1827 die Zünfte Bannwarth nach dem plötzlichen Tod seines Vorgängers Fidel André mit großer Mehrheit zum Oberbürgermeister wählten. In einem Brief an einen Freund schrieb Bannwarth: „Weil mit dieser Stelle keine Pensionsfähigkeit verbunden ist, auch überhaupt kein Bürgermeister Staatsdiener ist, so war ich nicht geneigt, die Stelle anzunehmen, aber der Großherzog, der mir persönlich sehr geneigt war und die Regierung wünschten es.“
Er nahm die Wahl an, ärgerte sich aber weiterhin über die „nur sehr mäßige Bezahlung für das ehrenvolle Amt“, in dem nur die Auslagen ersetzt wurden. Als 1832 Baden die neue Gemeindeordnung einführte, wählten nicht mehr die Zünfte, sondern die Quartiere d. h. die stimmberechtigten Bürger alle sechs Jahre einen Bürgermeister und Gemeinderat (Der Titel Oberbürgermeister war weggefallen). Bannwarth schrieb seinem Freund: „Am drückendsten war mir aber die Bestimmung, daß alle sechs Jahre frisch gewählt werden sollte, und daß ich somit als Bürgermeister ganz von der Gnade des Janhagels (des Volkes) abzuhangen gehabt hätte.“
In Bannwarths Amtszeit fiel 1829 die Gestaltung der Zähringer Vorstadt mit dem modernen, vorbildlichen Krankenspital. Für seine Verdienste verlieh ihm der Großherzog im Jahre 1830 den Zähringen Löwenorden.
Mit der Juli-Revolution in Frankreich hoben auch im Breisgau die Liberalen oder wie der aristokratische Bannwarth sich ausdrückte "die Schwindelköpfe" ihr Haupt. Er fühlte, dass seine Regierung dem Ende zuging, bat im Herbst 1832 um die Wiederaufnahme in den Staatsdienst und wurde zum Stadtamtmann ernannt. Seine Dienstherren bezeichneten ihn als einen der Staatsdiener, „die gewissenhaft ihre Dienstpflicht erfüllen, hierin musterhaften Fleiß an den Tag legen und der hohen Staatsregierung treu ergeben sind.“
Der Posten des Freiburger Bürgermeisters blieb bis zum Januar 1833 vakant, als der liberale Karl von Rotteck die Bürgermeisterwahl deutlich gegen seinen konservativen Konkurrenten Bannwarth gewann.
Raimund Banwarth starb im Juni 1864 und wurde auf dem Alten Friedhof bestattet.